# Никитина, Тамара Петровна
Тамара Петровна Никитина (15 февраля 1904 — 3 января 1993) — советская балерина, педагог. Заслуженный деятель искусств РСФСР (1963). Солистка Большого театра (1920—1946).

## Биография
Тамара Никитина родилась 15 февраля 1904 года в Москве. 
В 1920 окончила обучение в Московском хореографическом училище. Её педагогами были В.Д. Тихомиров и Н.Г. Легат.
С 1920 по 1946 годы солистка балета в Большом театре. До 1937 года также ассистировала репетиторам балета. С 1946 по 1978 годы работала педагогом-репетитором. 
Никитина является первой исполнительницей партий: Вакханка (1924, «Вальпургиева ночь» Ш.Гуно), Рабыня (1925, «Иосиф Прекрасный» С.Н.Василенко), Солистка (1928, «Карнавал» его же, балетм. Л.А.Жуков), Иберийка (1932, «Саламбо» А.Ф.Арендса, балетм. И.А.Моисеев), Солистка (1933, «Дионис» А.А.Шеншина, «Шопен» Д.Р.Рогаль-Левицкого, «Чардаш»).
Как педагог подготовила партии и работала с балеринами Большого театра: Г.С.Улановой, Р.С.Стручковой, Е.Г.Чикваидзе, М.В.Кондратьевой, В.В.Васильевым. 
В 1948 году Никитина возобновила в Большом театре балет «Конёк-Горбунок» (хореография Горского, совместно с Л.А. Поспехиным, А.И. Радунским).
В Армянском академическом театре оперы и балета им. А.А. Спендиарова в 1975 году поставила балеты: «Шопениана», «Дон Кихот». 
Проживала в Москве, умерла 3 января 1993 года. Похоронена на Донском кладбище. 

## Награды
- Орден Трудового Красного Знамени (25.05.1976),
- два ордена Знак Почёта (27.05.1951, 15.09.1959),
- Заслуженный деятель искусств РСФСР (05.11.1963).

## Театральные работы
Основные партии:
- Лизетта (1925, «Теолинда» Ф.Шуберта),
- Пиккилия (1926, «Дон Кихот» Л.Минкуса),
- Жуанитта (1928, «Дон Кихот» Л.Минкуса),
- Мерседес (1932, «Дон Кихот» Л.Минкуса),
- Уличная танцовщица (1935, «Дон Кихот» Л.Минкуса),
- Клеманс (1928, «Раймонда» А.К.Глазунова, балетм. А.А.Горский),
- Дама (1930, «Футболист» В.А.Оранского),
- Фея Сирени (1931, «Спящая красавица» П.И.Чайковского).

Исполняла танцы: 
- Ориенталь (1938, «Раймонда»),
- Мазурка (1939, «Раймонда»),
- Мазурка (1938, «Лебединое озеро» Чайковского),
- Морено (1938, опера «Кармен» Ж.Бизе),
- Цыганский (1941, опера «Травиата» Дж.Верди),
- Лезгинка (1941, опера «Демон» А.Г.Рубинштейна).